# Katie Sarife
Katie Sarife (Irving, 1 juli 1993) is een Amerikaans actrice. Ze speelde onder andere de hoofdrol van Daniela Rios in de bovennatuurlijke horrorfilm Annabelle Comes Home.

## Biografie
Sarife verscheen in de aflevering "Fan Fiction" van de Amerikaanse televisieserie Supernatural. en in Youth & Consequences. In 2015 verscheen ze als Soledad Fuentes in de NBC-dramafilm The Curse of the Fuentes Women naast  Adan Canto en Christina Vidal. In 2019 vertolkte Sarife de rol van Saniela Rios in de bovennatuurlijke horrorfilm Annabelle Comes Home, geregisseerd door Gary Dauberman.

## Filmografie
| Jaar | Titel                    | Rol           | Opmerkingen                                                                        |
| ---- | ------------------------ | ------------- | ---------------------------------------------------------------------------------- |
| 2011 | Teen Spirit              | Selena        | Televisiefilm                                                                      |
| 2012 | Abel's Field             | Courtney      | Film                                                                               |
| 2012 | Sketchy                  |               | Aflevering: "MTV Presents: Weekend at Bernie's"                                    |
| 2012 | Zombies and Cheerleaders | Eliza         | Televisiefilm                                                                      |
| 2014 | Supernatural             | Marie         | Aflevering: "Fan Fiction"                                                          |
| 2015 | Cleveland Abduction      | Gina DeJesus  | Televisiefilm                                                                      |
| 2016 | Girl Meets World         | Marly Evans   | Afleveringen: "Girl Meets High School: Part 1 ", "Girl Meets High School: Part 2 " |
| 2016 | Twisted Sisters          | Maria         | Televisiefilm                                                                      |
| 2018 | Youth & Consequences     | Sara Hurley   | 8 afleveringen                                                                     |
| 2019 | Annabelle Comes Home     | Daniela Rios  | [ 11 ]                                                                             |
| 2022 | So Cold the River        | Kellyn Cage   |                                                                                    |
| 2023 | The Nana Project         | Linda Jenkins | Post-production                                                                    |